# Джусупбек Аймаутов
Джусупбек (Жусупбек) Аймаутов (каз. Жүсіпбек Аймауытов; 8 березня 1889, село Баянаул, Павлодарський повіт, Семипалатинська область, Російська імперія — 21 квітня 1930, Москва, РРФСР, СРСР) — казахський та радянський громадський діяч, багатожанровий письменник, основоположник драми та роману казахською мовою, просвітник, педагог і психолог. Член партії «Алаш», член народної ради уряду Алаш-Орди.

## Біографія
Народився у 1889 році у Баян-Аульському районі Павлодарського повіту. Жив у бідній родині. Його прадіди Дандебай і Куан були шановними та освіченими людьми із знатного роду. З дитинства навчався арабської грамоти, ковальській справі та різьбленні по дереву. Походить з підроду Кулболди роду Кулик племені Аргін.
У 18 років Джусупбек одну зиму провчився у російській школі, потім два місяці у казенній сільськогосподарській школі, де вивчив російську мову. У 1911—1914 роках працював аульним вчителем, у 1914 вступив у Семипалатинську вчительську семінарію, яку закінчив у 1919 році. Там він познайомився з Канишем Сатпаєвим і Мухтаром Ауезовим. Разом з Ауезовим у 1917 він заснував казахську молодіжну організацію «Жанар». Став редактором журналу «Абай», який з 1918 року почали видавати у Семипалатинську за допомогою Ауезова. Пізніше класик казахської літератури Мухтар Ауез називав Аймаутова своїм учителем.
Займаючись у семінарії, Джусупбек Аймаутов працював карбувальником, столяром, теслею, шевцем, виготовляв домбри. Як семінарист, він разом з Ахметом Байтурсиновим, Міржакіпом Дулатовим й іншими діячами національної інтелігенції брав активну участь у роботі національної партії «Алаш Орда».
У 1919—1922 був членом колегії Наркомосу республіки, начальником Семипалатинського губернського відділу освіти, редактором газети «Казах тилі». У 1922—1924 роках працював вчителем у Каркаралінську, у 1924—1926 роках був літературним співробітником газети «Ак жол» (Ташкент), у 1926—1929 обіймав посаду директора Шимкентського педагогічного технікуму. У 1929 році він переїхав до Кзилорди для роботи у газеті «Енбекші козак».
Його статті не сподобалися владі, і незабаром його заарештували за хибним обвинуваченням у присвоєнні пожертвувань, виділених для голодних Торгая, Костанаю, Актюбінська. Його виправдали, але через нетривалий час Аймаута знову заарештували вже за звинуваченням у контрреволюційній діяльності та перевели до Москви. Засуджений колегією ОДПУ та розстріляний 21 квітня 1930 року у віці 41 року. Похований на Ваганьківському цвинтарі у братській могилі разом з іншими репресованими. Творча спадщина Джусупбека Аймаутова протягом багатьох десятиліть була під забороною. І лише 4 листопада 1988 року Верховний суд Казахстану повністю реабілітував письменника через відсутність у його діях складу злочину.

## Наукові праці
Жусіпбек Аймаутов — один з основоположників казахської педагогіки та психології. Він автор понад десяти книг, сотні наукових публікацій, підручників і навчальних посібників з педагогіки, психології, етики. Деякі з них: «Тәрбієге жетекші» (Посібник для вихователя, Оренбург, 1926), «Дидактика», «Психологія» (Ташкент, 1927), «Сабақтиң комплексті жүйєсінің әдістері» (Комплексна система проведення уроків, Кизилорда, 1929), «Жан жүйесі және өнер таңдау» (Психологія та вибір професії, Москва, 1929) та ін.

## Твори
Вперше Жусіпбек Аймаутов друкувався у 1913 році у газеті «Азаза». У 1918 році він разом з Ауезовим видавав журнал «Абай», у якому вони друкували свої статті. 17 грудня 1917 року у Семипалатинську він поставив свою п'єсу «Рабіға» . Один із видатних його драматичних творів «Шернияз» (1925—1926 роки), присвячений пам'яті Султанмахмута Торайгирова, порушує проблему взаємини міста та села. У Семипалатинську Аймаут поставив також спектакль «Біржан і Сара», у якому зіграв роль Біржана. У 1926 році він написав свій перший із чотирьох роман казахською мовою — «Қартқожа», у якому створив збірний образ казахського інтелігента, вихідця з бідних верств на основі прототипу Карткожи Тоганбаєва — письменника та поліглота.
Аймаутов стоїть біля витоків казахської драматургії. У 1916 році він написав п'єсу на тему примусового відправлення казахів на тилові роботи Першої світової війни. Він — організатор перших театральних гуртів, режисер-постановник своїх п'єс на казахській сцені. Про його неабиякий драматургічний дар свідчать п'єси «Рабига» (1920), «Ел қорғани» (Захисник народу, 1925), «Мансапқорлар» (Кар'єристи, 1925), «Шерніяз» (1926) й ін.

## Перекладач
Ще одна грань таланту письменника — переклади казахською мовою творів А. Пушкіна, Л. Толстого, М. Горького, Мопассана, Шекспіра, Гюго, Тагора та ін. Саме він заклав наукову основу художнього перекладу у казахській літературі — статтю «Про переклад» («Аударма турали») було написано ще у 1925 році.
Він також переклав казахською мовою наукові монографії «Короткий курс політичної економії» А. А. Богданова, «Короткий опис російської історії» М. М. Покровського, «Абетка комунізму» М. І. Бухаріна та Є. А. Покровського, «Конституція РРФСР», «Питання та думки» П. І. Стучки, підручник «Перші практичні уроки з хімії» С. Сазонова та В. Верховського й ін.

## Неповна бібліографія
- «Рабіға», п'єса, Москва, 1920;
- «Сылаң қыз», п'єса, Ташкент, 1922;
- «Мансапқорлар», п'єса, Москва, 1925;
- «Ел қорғаны», п'єса, Ташкент, 1925;
- «Шернияз», п'єса, Сімей, 1926;
- «Тау еліндегі оқиға», Ташкент, 1925;
- «Қартқожа», роман, Кизилорда, 1926;
- «Ақбілек», роман, Кизилорда, 1928;
- «Күнекейдің жазиғи», повість, Кизилорда, 1928;

## Пам'ять
- Його ім'ям названо Павлодарський обласний казахський музично-драматичний театр.
- На честь Аймаутова Жусіпбека названо школу-гімназію № 64 у м. Шимкент.
- В Астані, Шимкенті, Семеї, Павлодарі, Кокшетау та Баянаулі його ім'ям названо вулиці.
- У 2003 році на алеї бюстів просвітителів й академіків Павлодарського державного університету імені С. С. Торайгирова встановили погруддя Аймаутова.
- У 2014 році в рамках святкування 125-річчя великого письменника у Павлодарі навпроти казахського музично-драматичного театру встановили пам'ятник Аймаутову.